# Zúžení kódu
Zúžení kódu (anglicky puncturing, u některých autorů propichování) je v teorii kódování postup odstraňování některých paritních bitů po zakódování samoopravným kódem. Výsledek je podobný, jako kdyby byl použit samoopravný kód s vyšším kódovacím poměrem (s nižší redundancí). Zúžení kódu však umožňuje použít stejný dekodér bez ohledu na to, kolik bitů bylo odstraněno, výrazně tedy zvyšuje flexibilitu systému, aniž by významně zvyšovalo jeho složitost.

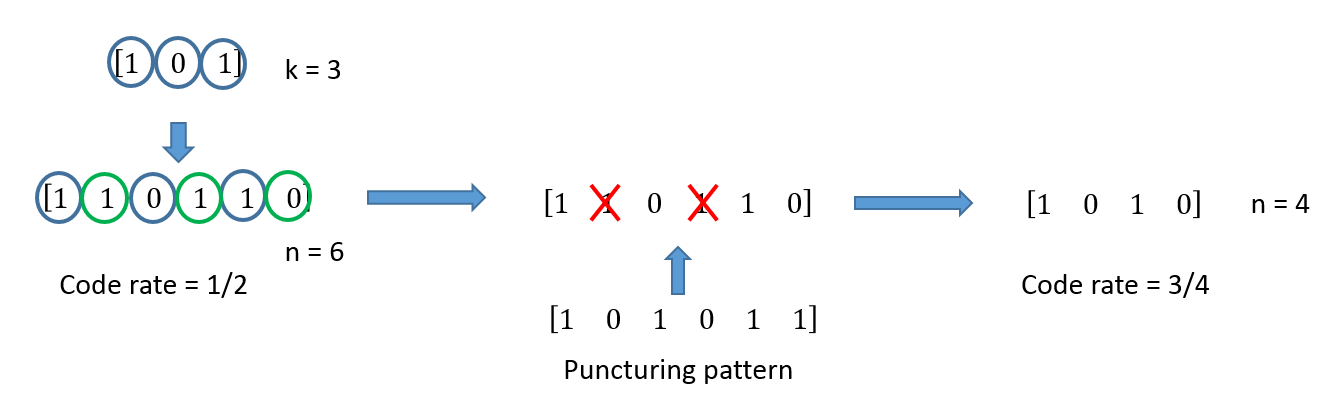
Ukázka postupu zúžení kódu.

Kodér v některých případech používá předdefinovaný vzorek zúžení kódu. V dekodéru je pak implementována inverzní operace nazývaná anglicky depuncturing.
Zúžení kódu se využívá v UMTS při procesu nastavování rychlosti. Používá se také ve standardech Wi-Fi, GPRS a EDGE, DVB-T a DRM.
Zúžení kódu se v kódovacích systémech často používá s Viterbiho algoritmem.
Při postupu navazování spojení (anglicky Connection set procedure) v řízení rádiových prostředků (RRC) je mez zúžení kódu pro uplink odeslána ve zprávě pro vytvoření rádiového spoje NBAP na Node B spolu s U/L činitelem rozprostření a U/L šifrovacím kódem.
Autory techniky zúžení kódu je Gustave Solomon a J. J. Stiffler, kteří ji publikovali v roce 1964.